# Γ球蛋白

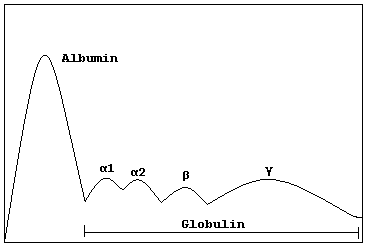
血清蛋白質電泳胶上的各类型蛋白分布图

γ球蛋白（英語：Gamma globulins，又译为丙球蛋白）是球状蛋白质的一类，通过血清蛋白质电泳分别出来，最常见的γ球蛋白为免疫球蛋白（抗体），但并非所有免疫球蛋白都属于γ球蛋白，一些γ球蛋白也不属于免疫球蛋白。 